# Janiszki (gmina)
Janiszki (od 1929 Podbrodzie) – dawna gmina wiejska istniejąca na obszarze Ziemi Wileńskiej/woj. wileńskiego II Rzeczypospolitej (obecnie na Litwie). Siedzibą gminy były Janiszki.
Początkowo gmina należała do powiatu wileńskiego w guberni wileńskiej. 7 czerwca 1919 weszła w skład utworzonego pod Zarządem Cywilnym Ziem Wschodnich okręgu wileńskiego, przejętego 9 września 1920 przez Tymczasowy Zarząd Terenów Przyfrontowych i Etapowych. W związku z powstaniem Litwy Środkowej 9 października 1920 gmina wraz z główną częścią powiatu wileńskiego znalazła się w jej strukturach. 13 kwietnia 1922 roku gmina weszła w skład objętej władzą polską Ziemi Wileńskiej (powiat wileński połączono z powiatem trockim w nowy powiat wileńsko-trocki).
1 stycznia 1926 roku gminę przyłączono do powiatu święciańskiego w Ziemi Wileńskiej, przekształconej 20 stycznia 1926 w województwo wileńskie. 11 kwietnia 1929 roku do gminy Janiszki przyłączono części obszaru gmin Żukojnie, Kiemieliszki i (zniesionej) Michałowo. 22 kwietnia 1929 roku gminę przemianowano na gmina Podbrodzie.